# Alvásadósság
Az alvásadósság vagy alvási deficit az alváshiány felhalmozott hatásait jelöli. A nagy alvásadósság mentális és fizikai kimerüléshez vezethet. Az alvásadósság sajátosságait illetően a tudományos közösségben jelenleg is folyik a vita, jelenleg hivatalosan nem tartják számon zavarként.
Az alvásadósság felhalmozódása, a kialvatlanság a kimerültség mellett koncentrációs zavarokat, szívinfarktust, stroke-ot, depressziót, diabéteszt és több más tünetet is előidézhet.

## Tudományos vita
A tudományos közösségben vita folyik arról, hogy az alvásadósság valóban mérhető jelenség-e. A Sleep folyóirat 2004. szeptemberi számában két vezető alváskutató, David F. Dinges és Jim Horne szakcikkeit publikálta, melyek az alvásadósság mellett és ellen foglaltak állást.
Egy a Pennsylvania Orvosi Egyetemen 1997-ben lefolytatott, pszichiáterek által végzett vizsgálat felvetette, hogy a felhalmozódó éjszakai alvásadósság hatással van a nap közbeni álmosságra, különösen az alvásmegvonás első, második, hatodik és hetedik napján.
Egy vizsgálat során pszichomotoros éberségi próbának (PVT) vetették alá az alanyokat, akiknek a következő két hétben csoportokra osztva meghatározták alvásidejét (8 óra, 6 óra, 4 óra és teljes alvásmegvonás). Az éberségi próbát minden nap elvégezték. Az eredmények azt mutatták, hogy azok, akiket mérsékelt alvásmegvonásnak vetettek alá, és 10 napig csak 6 órát aludtak, ugyanolyan eredményeket produkáltak a próbán, mint azok, akik 1 napig egyáltalán nem aludtak.

## Vizsgálata
Az alvásadósság koncepcióját többször is vizsgálták alváslatencia teszt segítségével. Ez a teszt azt hivatott mérni, hogy az alany milyen könnyen tud álomba merülni. Ha a tesztet egy napon belül többször is elvégzik, többszörös alváslatencia tesztről (MSLT) beszélünk. Az alany azt az utasítást kapja, hogy aludjon el, majd miután megmérték, hogy mennyi időt vett igénybe az elalvás, felébresztik. Egy másik potenciális eszköz az alvásadósság mérésére az Epworth-skála, amely egy nyolc kérdésből álló kérdőív, melyen 0-24 pont szerezhető.
A St. Louisban található Washingtoni Egyetem 2007-es tanulmánya szerint a nyálban található amiláz enzimet vizsgálva következtethetünk az alvásadósságra, amelyet az alany felhalmozott. Az enzim aktivitásának növekedése ugyanis arányos azzal az idővel, amióta az alany nem alszik.
Új felfedezés, hogy az ébrenlét szabályozásában nagy szerepe van az orexin fehérjének. A Washingtoni Egyetem egy 2009-es tanulmánya rávilágított az alvásadósság, az orexin és a béta-amiloid közötti kapcsolatra, és felvetette, hogy az Alzheimer-kór kialakulását előidézheti a krónikus alvásadósság vagy a túlságosan hosszan tartó ébrenléti időszakok.

## Megjelenése a társadalomban
A National Geographic Magazine szerint a munka követelményei, a közösségi tevékenységek, az otthoni szórakozás és internet napi 24 órás rendelkezésre állása miatt az emberek ma kevesebbet alszanak, mint a premodern időkben. A USA Today 2007-ben azt írta, az amerikai felnőttek többsége ma átlagosan egy órával kevesebbet alszik, mint 40 évvel ezelőtt.
Más kutatók megkérdőjelezik ezeket az eredményeket. A Sleep folyóirat egy 2004-es szerkesztői cikkében az áll, hogy a rendelkezésre álló adatok alapján az elmúlt évtizedekben nem változott jelentősen a 24 órás periódusokban alvással töltött órák száma. A cikkben ezen felül az is olvasható, hogy az egészséges felnőttek számára szükséges napi alvásidő bizonyos határokon belül változhat, és a lakosság körében krónikus álmosságot kimutató korábbi vizsgálatok nem állják ki a tudományosság próbáját.
Az Egyesült Államok Munkaügyi Statisztikai Hivatala által végzett adatgyűjtés, amely azt vizsgálta, mivel mennyi időt töltöttek az amerikaiak 1965-1985, illetve 1998-2001 között kimutatta, hogy az átlagos időtartam, amelyet egy felnőtt amerikai alvásra és pihenésre fordít, kevesebb mint 0,7 százalékot változott: 1965-1985 között ez az idő átlagosan 482 perc volt, míg 1998-2001 között átlagosan 479 perc.

## Fordítás
Ez a szócikk részben vagy egészben  a   Sleep debt című angol Wikipédia-szócikk ezen változatának fordításán alapul.  Az eredeti cikk szerkesztőit annak laptörténete sorolja fel. Ez a jelzés csupán a megfogalmazás eredetét és a szerzői jogokat jelzi, nem szolgál a cikkben szereplő információk forrásmegjelöléseként.